# Чмирьова Наталія Юріївна
Наталія Юріївна Чмирьова (нар. 28 травня 1958 — пом. 16 серпня 2015) — радянська тенісистка, дворазова переможниця Вімблдонського турніру серед дівчат (1975, 1976), переможниця відкритих чемпіонатів Австралії (1975) і США (1975) серед дівчат, півфіналістка Відкритого чемпіонату Австралії (1975), триразова чемпіонка СРСР (по одному разу в жіночому одиночному, жіночому парному і змішаному парному розрядах), заслужений майстер спорту СРСР (1991)  .

## Біографія
Наталія Чмирьова народилася 28 травня 1958 року. Її батько - Юрій Чмирьов - тенісист, заслужений тренер РРФСР, а мати - Світлана Севастьянова - тенісистка, майстер спорту СРСР, заслужений тренер СРСР. У теніс Наталія Чмирьова почала грати з семи років під керівництвом батьків. Закінчила Московський державний університет імені М. В. Ломоносова .
У 1975 році Чмирьова була найсильнішою тенісисткою світу серед дівчат: в цій категорії вона перемогла на трьох турнірах Великого шолома - Вімблдонському турнірі і відкритих чемпіонатах США і Австралії. У 1976 році вона здобула другу перемогу на Вімблдонському турнірі серед дівчат  . У цей час її тренером був Сергій Гусєв .
Наталя Чмирьова також виступала в основній сітці турнірів Великого шолома. На відкритому чемпіонаті Франції 1973 року його програла в першому колі. На відкритому чемпіонаті Австралії 1975 року його дійшла до півфіналу, в якому програла Мартіні Навратіловій. У тому ж році вона дійшла до 4-го кола Вімблдонського турніру (в якому також програла Навратіловій) і до 2-го кола відкритого чемпіонату США. У 1976 році на Вімблдонському турнірі Чмирьова знову дійшла до 4-го кола змагань, в якому на цей раз програла своїй співвітчизниці, майбутній фіналістці турніру Ользі Морозовій. У тому ж році Чмирьова вийшла в чвертьфінал відкритого чемпіонату США, в якому вона поступилася Кріс Еверт .
У складі збірної СРСР Чмирьова грала в матчах Кубка Федерації 1978 і 1979 років. В обох сезонах збірна СРСР доходила до півфіналів. Всього в цих змаганнях Чмирьова провела сім ігор в одиночному розряді (п'ять перемог і дві поразки) і п'ять ігор в парному розряді (чотири перемоги і одна поразка) .
Наталія Чмирьова була переможницею чемпіонатів СРСР з тенісу 1978 року (у жіночому одиночному і парному розрядах) і 1982 року (у змішаному парному розряді), також чотири рази була фіналісткою чемпіонатів СРСР - в жіночому парному розряді (1975, 1981) і змішаному парному розряді ( 1975, 1981)  . Крім цього, Чмирьова три рази перемагала на Всесоюзних зимових змаганнях з тенісу в одиночному розряді (1978, 1981, 1982) і один раз - в змішаному парному розряді (1978)   . У складі збірної Москви вона ставала чемпіонкою Спартакіад народів СРСР 1975 і 1979 років. Чмирьова також перемогла на тенісному турнірі Універсіади 1979 року в одиночному розряді.
У 1974-1982 роках Чмирьова дев'ять разів входила в список найсильніших тенісисток СРСР, найкраще місце - друге (в 1976 і 1978 роках) . У 1991 році їй було присвоєно звання заслуженого майстра спорту СРСР .
У 1985-1988 роках Наталія Чмирьова працювала тренером ДСО « Динамо », а в 1990-1992 роках - тренером СДЮШОР № 24 міста Москви .

## Виступи на турнірах

### Фінали чемпіонату СРСР

#### Одиночний розряд: 1 фінал (1 перемога)
| Результат | №  | Рік  | Турнір         | Суперниця         | Рахунок       |
| перемога  | 1. | 1978 | Чемпіонат СРСР | Олена Гранатурова | 6-4, 1-6, 8-6 |

#### Парний розряд: 3 фіналу (1 перемога - 2 поразки)
| Результат | №  | Рік  | Турнір         | Партнерка       | Суперниці                        | Рахунок  |
| поразка   | 1. | 1975 | Чемпіонат СРСР | Марина Чувиріна | Марина Крошина Ольга Морозова    | 1-6, 2-6 |
| перемога  | 1. | 1978 | Чемпіонат СРСР | Олена Єлисеєнко | Олена Гранатурова Марина Крошина | 6-0, 6-4 |
| поразка   | 2. | 1981 | Чемпіонат СРСР | Марина Крошина  | Ольга Зайцева Світлана Чернева   | 1-6, 1-6 |

#### Змішаний парний розряд: 3 фіналу (1 перемога - 2 поразки)
| Результат | №  | Рік  | Турнір         | Партнер         | Суперники                           | Рахунок       |
| поразка   | 1. | 1975 | Чемпіонат СРСР | Анатолій Волков | Ольга Морозова Олександр Метревелі  | 5-7, 4-6      |
| поразка   | 2. | 1981 | Чемпіонат СРСР | Е. Ланге        | Олена Єлисеєнко Вадим Борисов       | 5-7, 4-6      |
| перемога  | 1. | 1982 | Чемпіонат СРСР | Сергій Леонюк   | Юлія Сальникова Олександр Богомолов | 4-6, 6-0, 7-5 |